# Castelnau-sur-Gupie
Castelnau-sur-Gupie település Franciaországban, Lot-et-Garonne megyében. Lakosainak száma 914 fő (2022. január 1.). Castelnau-sur-Gupie Saint-Géraud, Saint-Vivien-de-Monségur, Beaupuy, Caubon-Saint-Sauveur, Lagupie, Mauvezin-sur-Gupie és Sainte-Bazeille községekkel határos.

## Népesség
A település népességének változása:
| Lakosok száma | 512  | 550  | 627  | 786  | 844  | 871  | 890  | 894  | 912  | 914  |
|               | 1968 | 1982 | 1990 | 2006 | 2013 | 2015 | 2017 | 2019 | 2020 | 2022 |